# 巴西鐵路運輸

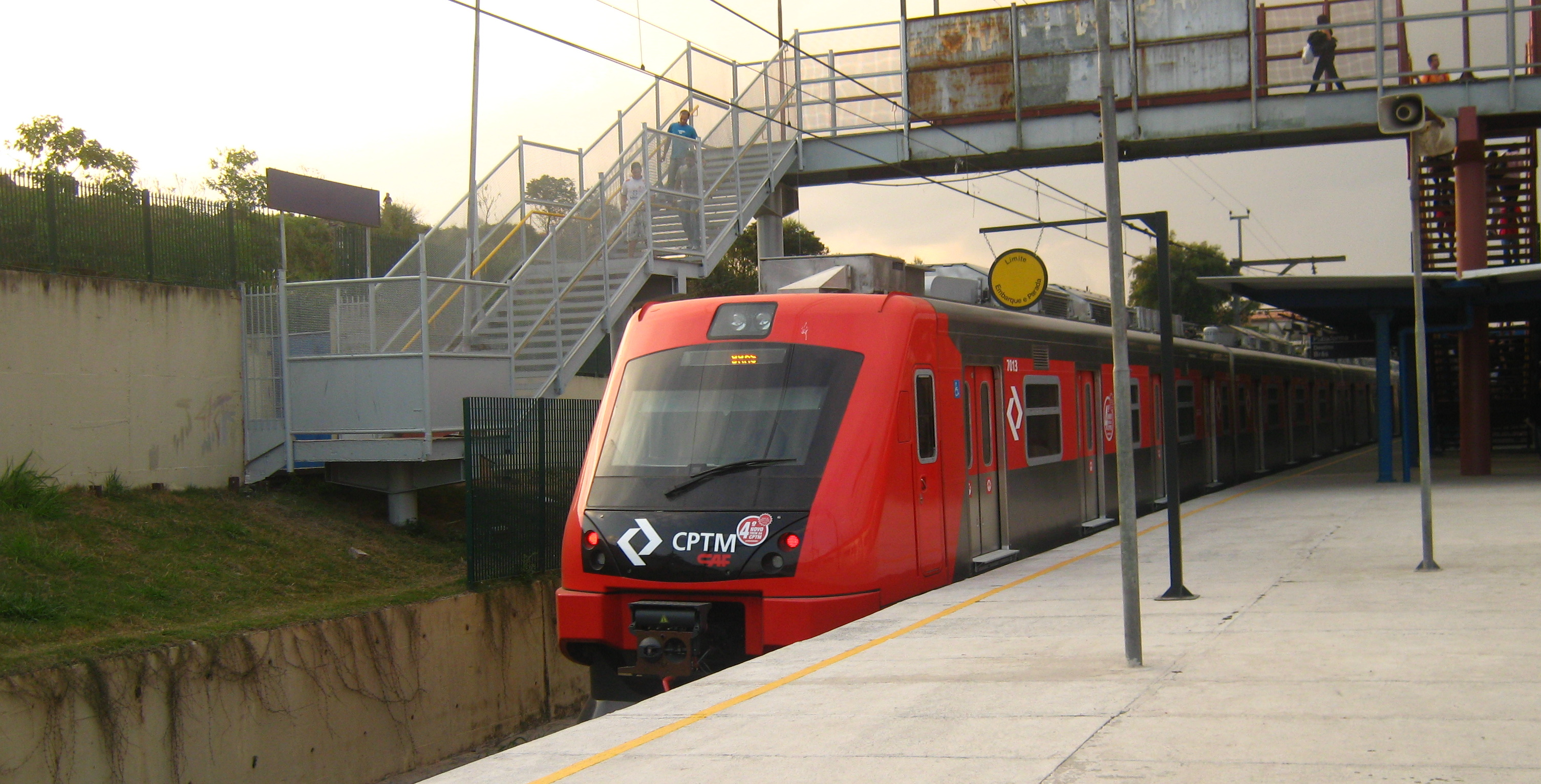
聖保羅都市圈鐵路公司列車在大聖保羅

巴西鐵路運輸始於19世紀，當時有許多鐵路公司。各鐵路在1957年根據聯邦鐵路網絡國有化。1999至2007年間，RFFSA分拆為一系列的私人和公共營運商，包括拉丁美洲物流、聖保羅都市圈鐵路公司及超級維亞。

## 軌距
巴西有四種軌距：
- 寬軌：4,932 km 1,600毫米（5英尺3英寸）軌距
- 米軌：23,773 km 1,000毫米（3英尺3+3⁄8英寸）軌距
- 雙軌距：396 km 1,000毫米（3英尺3+3⁄8英寸）及1,600毫米（5英尺3英寸）軌距（三條軌道）（1999年估計）
- 標準軌：202.4 km 1,435毫米（4英尺8+1⁄2英寸）軌距
  - 聖保羅地鐵5號線，以便使用商業現貨。
  - 亞馬遜森林正中央的阿馬帕鐵路（英语：Estrada de Ferro do Amapá）也使用標準軌。
- 合共：29,303 km（1,520 km電氣化）。